# Blaf
Blaf – zespół muzyczny z okolic Jabłonkowa, założony w Gródku w roku 1985. Blaf, ze względu na korzenie zespołu, czerpie inspiracje z kultury zaolziańskiej i śpiewa tylko „po naszymu”.

## Historia
Początki kapeli Blaf sięgają roku 1985, kiedy to do gródeckiego zespołu muzycznego dołączył Tomáš Tomanek. Po powrocie ze służby wojskowej starał się założyć swoją własną kapelę. Początkowo Blaf grał popularne piosenki czeskich grup muzycznych, takich jak np.: Plavci - Rangers, Fešáci. By zaimponować zaolziańskiej publiczności, członkowie kapeli zaczęli pisać oryginalne piosenki współczesną (z domieszkami czechizmów) gwarą cieszyńską, dzięki czemu ich popularność bardzo szybko wzrosła wśród zaolziańskich polskojęzycznych i czeskojęzycznych słuchaczy.

## Skład

### Obecny skład
- Tomáš Tomanek - skrzypce, śpiew
- Radek Kajzar - banjo
- Jan Klus - perkusja, śpiew
- Robert Kulka - gitara basowa, śpiew
- Honza Pazdera - gitara akustyczna, śpiew[5]
- Richard Dziubek - gitara akustyczna, śpiew

### Byli członkowie
- Pavel „Buble” Sikora - banjo, śpiew

## Dyskografia
- 1994 Gorolgrass I, II
- 1995 Hity
- 1999 Nie beje to lehki
- 2002 Tustela
- 2005 Pop-Jewki
- 2008 Jadymy dali
- 2012 Rok
- 2016 Obrozki
- 2020 Szufloda - Tomáš Tomanek z Blafu[1][5]